# Otsu
Otsu (jap. 大津市, Ōtsu-shi; čita se "Ucu-ši") je glavni grad prefekture Shiga u središtu otoka Honshu (Japan). Grad leži na obali jezera Biwa, najvećeg jezera u Japanu. 
U starom dijelu grada nalazi se Svetište Enryaku (延暦寺 Enryaku-ji) koje je upisano na UNESCO-ov popis mjesta svjetske baštine u Aziji 1994. godine, zajedno sa 16 drugih spomenika, pod imenom "Spomenici starog Kyota (Kyoto, Uji i Otsu)".

## Povijest
U 7. stoljeću, od 667. do 672. godine, japanski car Tenji je osnovao palaču Ōmi Ōtsu. Ona je potpuno uništena u Jinshin ratu, koji je uslijedio nakon careve smrti 672. godine. Zbog toga je u njegovom susjedstvu osnovan novi grad Heian-kyō (današnji Kyoto) 794. godine. Otsu je od tada bio važnim satelitskim gradom i trgovištem nove prijestolnice. U 12. stoljeću na jugu grada se odigrala Awazu bitka u kojoj je poginuo general klana Minamoto, Kiso Yoshinaka. 
Dana 11. svibnja 1891. godine u gradu je pokušan neuspješni atentat na ruskog carevića Nikolu Aleksandroviča (kasnijeg cara Nikolu II.), u povijesti poznat kao "Otsu incident".
U razdoblju Taishō, 1890-ih, je izgrađen kanal jezera Biwa kojim je Otsu povezan s Kyotom. Njime su, pored prometa ljudi i robe, vodom opskrbljene prve japanske elektrane koje su pokretale prve javne tramvaje koji su prethodili japanskoj željeznici. Otsu je dobio status grada 1. listopada 1898. godine.
Dana 20. ožujka 2006., grad Shiga, po kojemu je prozvana prefektura Shiga, je pripojen gradu Otsu. Po popisu od 1. listopada 2010. godine, u Otsu je bilo 338.629 stanovnika na 374.06 km² (905,28/km²), prosjeka godina od 40,7 (od kojih je 15.42% mlađe od 15, a 16.81% starije od 65 godina). 

## Znamenitosti
Većinu posjetitelja Otsua privlače stoljetne povijesne znamenitosti koje uključuju mnoga šintoistička svetišta i budistički hramovi. 
Među najpoznatijim je hram budističke sekte Tendai na planini Hiei, koji gleda na Kyoto, Enryaku-ji (延暦寺). Hram je 807. godine osnovao monah Saichō (767. – 822.) koji je uveo mahajana budizam iz Kine i ubrzo je postao jednim od najvažnijih samostana u povijesti Japana. Osnivači sekte Jōdo shū ("Čista zemlja"), Sōtō Zen i Nichiren, su obojica bili monasi u Enryakujiju. Kompleks Enryakuji je od 1994. godine UNESCO-ova svjetska baština, kao dio "Spomenika starog Kyota". 
Pored brojnih drugih hramova i dvoraca, Otsu je najpoznatiji po slikovitim krajolicima, poznatima kao "Osam pogleda na Omi" koji su orivlačili pjesnike i slikare još od vremena Macua Bašoa. Turistički obilasci traju satima pri čemu se posjetitelji mogu okupati u jezeru i šetati uz njegove obale. Plaže jezera Biwa su također pozante i kao ljetnja odmarališta, a svake godine se održava i Maratonska utrka jezera Biwa.
- Panorama Otsua iza vrta Isome-shi
- Hram Ishiyama-dera
- Torii svetišta Hiyoshi Taisha
- Ulaz u kanal Biwako Sosui
- Dvorana Biwako

## Zbratimljeni gradovi
Otsu je zbratimljen sa sljedećim gradovima:
- Interlaken,  Švicarska
- Kumi  Južna Koreja
- Lansing  SAD
- Mudanjiang  NR Kina
- Würzburg  Njemačka

## Vanjske poveznice
- Službena stranica grada Otsua  Arhivirana inačica izvorne stranice od 29. rujna 2011. (Wayback Machine) (engl.)

|  | Zajednički poslužitelj ima još gradiva o temi Ōtsu |